# Rich King
Richard Thomas King, detto Rich (Lincoln, 4 aprile 1969), è un ex cestista statunitense, professionista nella NBA.

## Carriera
È stato selezionato dai Seattle SuperSonics al primo giro del Draft NBA 1991 (14ª scelta assoluta).